# TM Rotschönberg
TM Rotschönberg, de son vrai nom Thomas Müller (né en 1961 à Karl-Marx-Stadt) est un peintre allemand.

## Biographie
Enfant, il se consacre à la peinture puis étudie les mathématiques et la chimie. Après un apprentissage, il fait des études de chimie en 1981 à l'École des mines de Freiberg.
De novembre 1984 à novembre 1985, il fait l'objet de quatorze interrogatoires de la Stasi. Il commence à exposer en 1985. Le premier sujet d'inspiration de son œuvre à partir de 1982 est la psychanalyse. Depuis la fin de son doctorat en chimie organique en 1990, il a son atelier à Obergruna.

## Source de la traduction
- (de) Cet article est partiellement ou en totalité issu de l’article de Wikipédia en allemand intitulé « TM Rotschönberg » (voir la liste des auteurs).